# Columbellidae
Columbellidae is een familie van weekdieren uit de klasse van de Gastropoda (slakken).

## Geslachten
- Aesopus Gould, 1860
- Alcira H. Adams, 1861
- Alia H. Adams & A. Adams, 1853
- Amphissa H. Adams & A. Adams, 1853
- Anachis H. Adams & A. Adams, 1853
- Antimitrella Powell, 1937
- Antizafra Finlay, 1926
- Aoteatilia Powell, 1939
- Ascalista Drivas & Jay, 1990
- Astyris H. Adams & A. Adams, 1853
- Bifurcium P. Fischer, 1884
- Cilara Thiele, 1924
- Clathranachis Kuroda & Habe, 1954
- Clavistrombina Jung, 1989
- Columbella Lamarck, 1799
- Conella Swainson, 1840
- Cosmioconcha Dall, 1913
- Costoanachis Sacco, 1890
- Cotonopsis Olsson, 1942
- Decipifus Olsson & McGinty, 1958
- Euplica Dall, 1889
- Eurypyrene Woodring, 1928
- Euspiralta K. Monsecour & Pelorce, 2013
- Exomilopsis Powell, 1964
- Gatliffena Iredale, 1929
- Glyptanachis Pilsbry & Lowe, 1932
- Graphicomassa Iredale, 1929
- Indomitrella Oostingh, 1940
- Lavesopus Iredale, 1929
- Liratilia Finlay, 1926
- Macrozafra Finlay, 1926
- Mazatlania Dall, 1900
- Metanachis Thiele, 1924
- Metulella Gabb, 1873
- Microcithara P. Fischer, 1884
- Minipyrene Coomans, 1967
- Mitrella Risso, 1826
- Mokumea Habe, 1991
- Nassarina Dall, 1889
- Nitidella Swainson, 1840
- Nodochila Rehder, 1980
- Parametaria Dall, 1916
- Pardalinops De Maintenon, 2008
- Parvanachis Radwin, 1968
- Parviterebra Pilsbry, 1904
- Paxula Finlay, 1926
- Pictocolumbella Habe, 1945
- Pleurifera Drivas & Jay, 1997
- Psarostola Rehder, 1943
- Pseudamycla Pace, 1902
- Pseudanachis Thiele, 1924
- Pyrene Röding, 1798
- Pyreneola Iredale, 1918
- Retizafra Hedley, 1913
- Rhombinella Radwin, 1968
- Ruthia Shasky, 1970
- Salitra Marincovich, 1973
- Seminella Pease, 1868
- Sincola Olsson & Harbison, 1953
- Steironepion Pilsbry & Lowe, 1932
- Strombina Mörch, 1852
- Sulcomitrella Kuroda, Habe & Oyama, 1971
- Suturoglypta Radwin, 1968
- Zafra A. Adams, 1860
- Zafrona Iredale, 1916
- Zella Iredale, 1924
- Zemitrella Finlay, 1926
- Zetekia Dall, 1918